# شپرن ۱۵۷۱۴۱
سیارک ۱۵۷۱۴۱ (به انگلیسی: 157141 Sopron، نامگذاری:2004PO1) صد و پنجاه و هفت هزار و صد و چهل و یکمین سیارک کشف شده‌است که در ۶ اوت ۲۰۰۴ کشف شد.